# Gad (profeet)
Gad (Hebreeuws: גָּד, "geluk" of "de gelukkige") was volgens de Hebreeuwse Bijbel een profeet en tijdgenoot van koning David en de profeet Natan. Hij wordt "de ziener van David" genoemd (2 Samuel 24:11) door wie de koning God raadpleegde, en die hem ook enige malen de goddelijke raadsbesluiten heeft meegedeeld.
De aanduidingen "de ziener van David" en "de ziener van de koning" (2 Kronieken 29:25) en een geschrift van Gad, waarin deze de geschiedenis van koning David heeft beschreven (1 Kronieken 29:29), lijken erop te wijzen dat hij vaak contact had met David. Toen David voor Saul gevlucht was naar Moab, zei Gad hem de vesting in Moab te verlaten en terug te keren naar het land Juda. God gaf Gad ook aanwijzingen gegeven voor de muzikale dienst in de tempel.
Volgens de traditie is het graf van Gad in Halhul.